# Acid jazz
Acid jazz es un estilo musical que surgió de la innovación y fusión de géneros principalmente afroamericanos. Tiene sus orígenes en Inglaterra a finales de los años ochenta como una alternativa más en la escena dance de aquel entonces, comenzando a difundirse en discotecas locales para finalmente alcanzar popularidad a nivel nacional. Este movimiento de acid jazz tuvo su auge en los años noventa luego de que muchas agrupaciones británicas se dieron a conocer internacionalmente, entre ellas Jamiroquai, Incognito y Brand New Heavies.

## Características

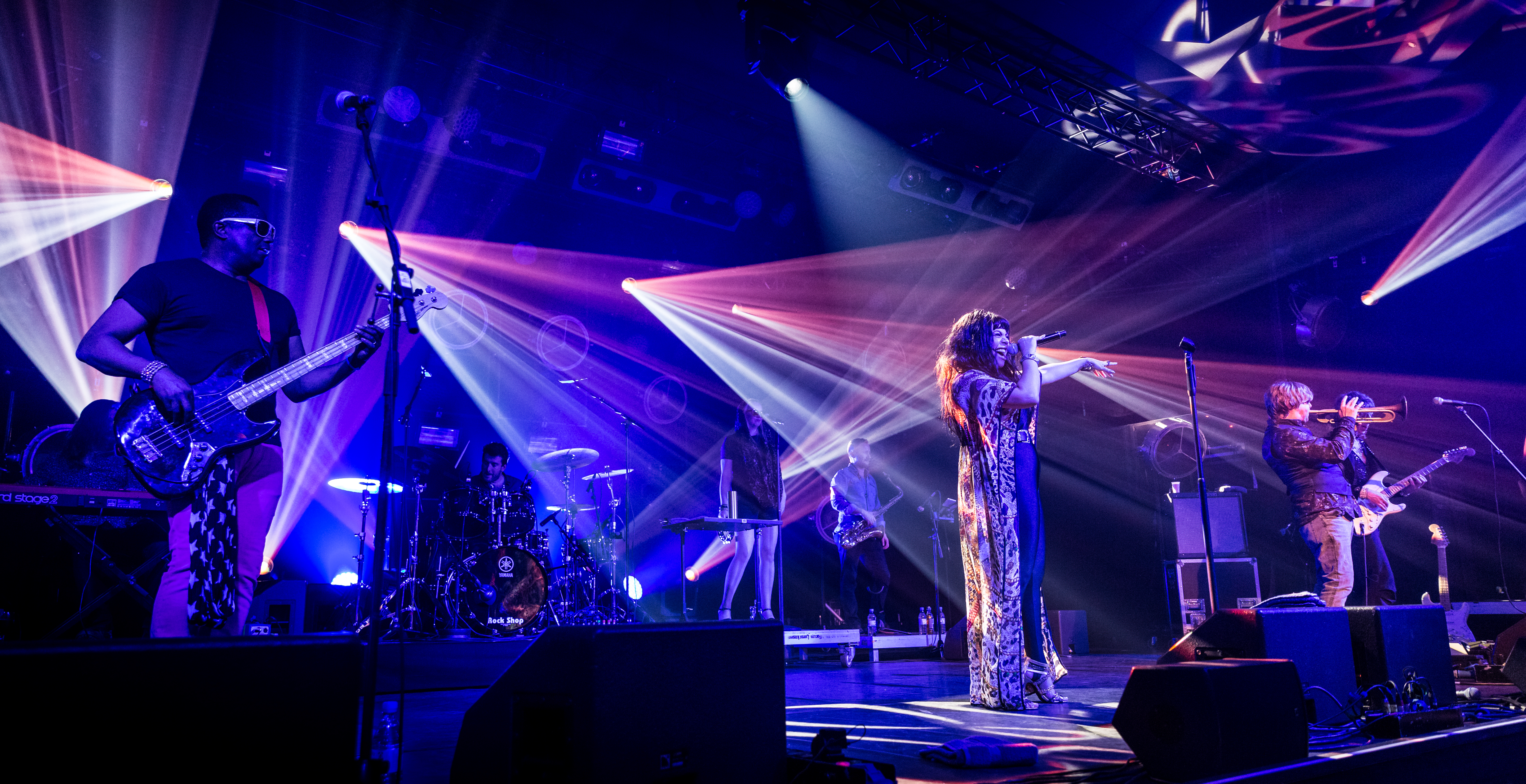
The Brand New Heavies en concierto.

Una fuente define el acid jazz como una fusión de jazz, funk y hip hop, mientras otros autores subrayan la presencia de disco y música latina en la mezcla. Aparentemente todos ellos brindaron elementos esenciales que permitirían al acid jazz desarrollarse como una nueva forma de música. Los primeros exponentes del acid jazz dominaban una escena inspirada en el resurgimiento de la música afroamericana de los años 70. Esta escena reflejó un estilo musical —usualmente llamado rare groove— que combinaría una inmensa variedad de géneros bailables y/o rítmicos, desde funk, soul, R&B, jazz-funk, northern soul, jazz fusion y jazz latino, hasta estilos de música electrónica de baile (house, disco, downtempo) y hip hop. Años después, este fenómeno underground encabezado por DJs dio origen al movimiento liderado por bandas y artistas que adoptarían el género acid jazz. Así pues, los medios denominan acid jazz tanto al género como al movimiento musical.
Si bien hay quienes niegan la naturaleza del acid jazz como un género, los grupos más representativos del movimiento acid jazz incorporan aspectos relevantes de jazz-funk, más componentes de música electrónica de baile y detalles notados en hip hop, por lo cual consolidan una fusión distintiva dentro del jazz y de la música popular en general. De las características que hacen al acid jazz, cabe destacar la presencia de un "groove" establecido por el ritmo y la comunicación de todos los integrantes de una banda, cualidad heredada tanto del jazz-funk como del funk puro. Algunas canciones están basadas en los patrones rítmicos del funk, otras se establecen en el four-to-the-floor típico del disco, pero también hay excepciones asentadas en loops programados que recuerdan al hip hop. La variedad de ciertos artistas es tal, que para sus canciones han optado por ritmos latinos, pop y étnicos, todos compatibles con la esencia del acid jazz.
La batería, a más de determinar el estilo rítmico, tiene gran apertura a improvisaciones y cambios de tiempo. Por otra parte, el bajo emplea slap con moderación, proporciona síncopas y pasajes ármonicos muy hábiles, demostrando ser más melódico y menos percusivo que en el funk. Un rol muy importante lo cumple el tecladista que, tras ejecutar las progresiones armónicas y acompañarlas con extrañas melodías llamativas, es protagonista de la composición y de la atmósfera refinada u oscura que proyectan los acordes «jazzeros» utilizados en este género. 

## Historia

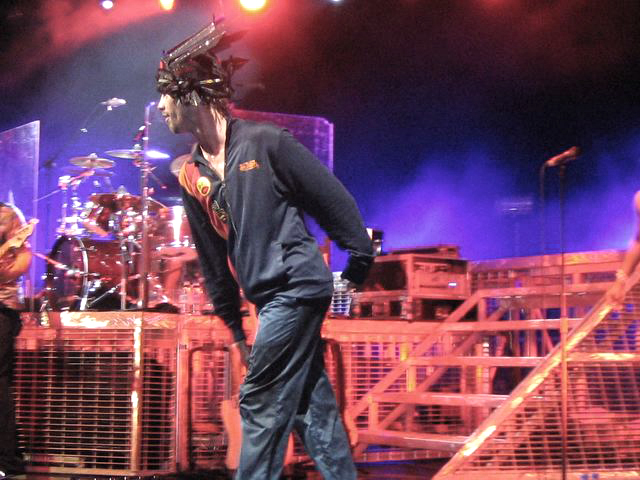
Jamiroquai en concierto.

Podemos decir que una previa denominación del acid jazz es el término "rare groove", acuñado por el DJ británico Norman Jay luego de lanzar al aire "The Original Rare Groove Show" en la estación de radio pirata Kiss 94 FM, hoy Kiss 100 London. Rare groove designaba una escena underground radicada en discotecas y estaciones de radio, en la cual los DJs mezclaban temas desconocidos de jazz-funk, fusion jazz, latin jazz, R&B, soul y disco, con la recién nacida música house. Aquella escena dio lugar a que despertasen las primeras ideas del acid jazz, a pesar de que rare groove nunca se haya concretado como género tal.
Fue cuando Gilles Peterson, un reconocido DJ de la escena, inició la discoteca Talkin' Loud Sayin' Something en Dingwalls, local de Camden Town, Londres. La fama que ganó el club nocturno coincidiría con el surgimiento de la escena acid house. Tal extravagante término fue del que se basaron Peterson y el DJ Chris Bangs para ser los primeros en utilizar la denominación acid jazz. Peterson en su biografía cuenta como ocurrió:

'We put on this old 7-inch at by Mickey and the Soul Generation which was a rare groove record with a mad rock guitar intro and no beat. I started vary speeding it so it sounded all warped. Chris Bangs got on the microphone and said, 'If that was acid house, this is acid jazz'. That's how acid jazz started, just a joke!'

Poco tiempo después, el mismo Peterson fundó la discográfica —a la que daría el nombre de— Acid Jazz junto al DJ Eddie Piller, quien había representado a la banda James Taylor Quartet. Con el tiempo, esta como muchas otras agrupaciones decidieron firmar contrato con Acid Jazz. De ejemplo tenemos a Galliano, Brand New Heavies, Freak Power, James Taylor Quartet, Mother Earth, Sandals y Corduroy, que lograron cierto reconocimiento en el medio musical. Cabe mencionar que Jamiroquai lanzó sólo su primer sencillo "When You Gonna Learn?" en la discográfica Acid Jazz, antes de re-lanzarlo bajo la prestigiosa disquera Sony Music Entertainment. En realidad, fueron mínimas las discográficas enfocadas en el novedoso acid jazz, entre ellas, Acid Jazz Records, Ninja Tune, y Mo'wax.